# 复旦大学附属静安区中心医院
复旦大学附属静安区中心医院又稱静安区中心医院、上海市静安区中心医院、复旦大学附属华山医院静安分院，是中華人民共和國上海市靜安區的一所二级甲等综合性醫院，是由上海市第一劳工医院与上海市同济医院部分医务人员合并而成。

## 劳工医院
劳工医院成立於1930年。汪精衛政權時改为特区医院，第二次中日戰爭結束后又恢复为劳工医院。中華人民共和國成立後更名为第一劳工医院。1959年更名为江宁区中心医院。

## 上海市同济医院
上海市中美医院在中華人民共和國成立後改名为同济医学院附属同济医院。1953年，同济医学院迁往汉口，在上海的醫院改名为上海市同济医院。1959年，上海市同济医院与红十字医院一惠旅医院的部分人员在黄陂北路87号組建新成区中心医院。

## 合併
1960年，江宁区中心医院与新成区中心医院合并为静安区中心医院。